# Kwaza
Le kwaza (ou Koaiá) est une langue amérindienne isolée en voie de disparition classée comme presque éteinte parlée en Amazonie brésilienne, dans la réserve Tubarão-Latundê située dans le Sud de l'État de Rondônia.
L'anthropologue Claude Lévi-Strauss fut l'un des premiers scientifiques à en recueillir une liste de mots à l'automne 1938. Les mœurs et la culture du peuple Kwaza demeurent cependant peu connus.

## Phonologie

### Voyelles
|         | Antérieure | Centrale | Postérieure |
| ------- | ---------- | -------- | ----------- |
| Fermée  | i [i]      | y [ɨ]    | u [u]       |
| Moyenne | e [e]      | œ [œ]    |             |
| Ouverte | ɛ [ɛ]      | a [a]    | o [ɔ]       |

Toutes les voyelles, sauf [œ], peuvent être nasales.

### Consonnes
|               |               | Bilabiale | Dentale | Alvéolaire | Latérale | Palatale | Vélaire | Glottale |
| ------------- | ------------- | --------- | ------- | ---------- | -------- | -------- | ------- | -------- |
| Occlusives    | Sourde        | p [p]     | t [t]   | c [c]      |          |          | k [k]   | ʔ [ʔ]    |
| Occlusives    | Implosive     | b [ɓ]     |         | d [ɗ]      |          |          |         |          |
| Fricative     | Fricative     |           | s [s]   | ç          |          |          |         | h [h]    |
| Affriquées    | Affriquées    |           | ts [t͡s] |            |          | tx [t͡ʃ]  |         |          |
| Nasale        | Nasale        | m [m]     |         | n [n]      |          | ñ [ɲ]    |         |          |
| Liquides      | Liquides      |           |         | r [r]      | l [l]    |          |         |          |
| Semi-voyelles | Semi-voyelles | w [w]     |         |            |          | j [j]    |         |          |